# بيدرو كوديو (حاكم)
بيدرو مونييز دي جودوي وفرنانديز دي كوردوبا Pedro Muñiz de Godoy y Fernández de Córdoba ولد في مدينة قرطبة الإسبانية في نهاية القرن الخامس عشر. توفي حوالي عام 1550.

## حياته
هو الابن الثاني للزواج الذي شكله رودريجو دي جودوي وغوميز دي كوردوفا، حارس قلعة سانتايلا (قرطبة) -الذي كان له مشاركة مهمة في حرب غرناطة- وبياتريس فرنانديز دي قرطبة.
سرعان ما انضم إلى الجيش، وفقًا لتقاليد الأسرة، حيث تم تعيينه في أراضي شمال إفريقيا للدفاع عن الساحات والرؤساء الإسبان، ووصل إلى وظيفة النقيب، وكان بين عامي 1528 و 1534 حاكمًا مؤقتًا لوهران والمرسى الكبير، في الساحل الشرقي للجزائر الحالية.
كان فارسًا من وسام سانتياغو، قائد إستيبا (إشبيلية) بتعيين الملك كارلوس الأول بمرسوم ملكي بتاريخ 24 أكتوبر 1539. تزوج من جوانا ميسيا تافور، التي لم يكن لديها أطفال، لذلك قبل وفاته بوقت قصير، 19 أكتوبر 1550، قدم وصية لصالح إخوته.